# Masacre de Chengue
La Masacre de Chengue fue un asesinato masivo que tuvo lugar en Chengue, centro poblado bajo jurisdicción del Municipio de Ovejas (Montes de María) en Colombia en la madrugada del 17 de enero de 2001.

## Los hechos
Según el paramilitar desmovilizado alias "Juancho Dique" quien comandó la operación, la masacre fue perpetrada por órdenes de Carlos Castaño a Rodrigo Mercado Pelufo alias 'Cadena' jefe del Bloque Héroes de los Montes de María de las Autodefensas Unidas de Colombia (AUC). En la masacre fueron asesinadas 27 personas de manera silenciosa por cuenta de 60 paramilitares que se transportaron en tres camiones y que asesinaron a sus víctimas golpeándolas en la cabeza con un mortero de hierro, también usaron cuchillos y machetes y algunas víctimas fueron degolladas.
Para la época, el gobernador de Sucre era Salvador Arana, que luego fue embajador de Colombia en Chile, y ha sido señalado en numerosas oportunidades por su asociación ilegal con los grupos paramilitares. La fiscal del caso, Yolanda Paternina, fue asesinada luego de ser retirada de la investigación por órdenes del entonces fiscal general de la nación Luis Camilo Osorio.[cita requerida] Su reemplazante, el miembro del CTI Oswaldo Enrique Borja, también fue asesinado en su casa en Sincelejo.[cita requerida] El Estado Colombiano ha sido incapaz de castigar a los culpables, los derechos a la verdad, justicia y reparación de las víctimas nunca se han materializado, la masacre se mantiene en la impunidad.[cita requerida]
El 15 de marzo de 2011 el delito fue declarado como de lesa humanidad, los investigadores establecieron que este grave episodio hizo parte de un ataque sistemático contra la población civil de esa región, en desarrollo de la denominada operación 'Rastrillo', que también contempló la Masacre de Macayepo y la Masacre de El Salado.
Asimismo, la Fiscalía ordenó que se invoque el recurso de revisión con respecto a la sentencia absolutoria proferida por el Juzgado Único Especializado de Sincelejo, ratificada en segunda instancia, en favor de varios exintegrantes de la Infantería de Marina. 
Los expedientes que se ordenaron revisar son los de los ex suboficiales de Infantería de Marina: Euclides Rafael Bossa Mendoza y Rubén Darío Rojas Bolívar, que fueron investigados por el delito de concierto para delinquir.
Las determinaciones están en la providencia en la que el fiscal instructor formuló acusación, como persona ausente, en contra del ex cabecilla del frente ‘Héroes de los Montes de María’, Rodrigo Mercado Pelufo, alias ‘Cadena’, por los delitos de homicidio agravado, concierto para delinquir agravado, hurto calificado agravado, incendio y desplazamiento forzado.

## Sentencias anticipadas
Por este mismo caso los paramilitares Édwar Cobos Téllez, alias 'Diego Vecino'; Yairsiño Enrique Meza Mercado, alias ‘El Gato’; Pedro Segundo Valencia Gómez, alias ‘Verrugita’, y Óscar David Villadiego Tordecilla, alias ‘Never’ se acogieron a sentencia anticipada y aceptaron su responsabilidad en los delitos de homicidio agravado, concierto para delinquir agravado, hurto calificado agravado e incendio.
Asimismo, la Fiscalía dictó medida de aseguramiento en contra de César Augusto Morales Benítez, alias ‘Raquel’, y a José Tomás Torres Gómez, alias ‘Orbitel’. 
En contra de estos implicados el funcionario judicial reiteró las órdenes de captura.

## Memoria histórica
El poeta colombiano Omar Garzón publicó en su libro Flores para un ocaso un poema titulado Testimonio no documentado sobre Chengue, dedicado a las víctimas de la masacre de Chengue.